# Нанйо

38°3′19″ пн. ш. 140°8′54″ сх. д. / 38.05528° пн. ш. 140.14833° сх. д.
Нанйо́ (яп. 南陽市, なんようし, МФА: [nanjoː ɕi̥]) — місто в Японії, в префектурі Ямаґата.

## Короткі відомості
Розташоване в південній частині префектури, на півночі западини Йонедзава. Виникло на базі курортного містечка. Основою економіки є сільське господарство, вирощування яблук і винограду, броварна, деревообробна, електронна і текстильна промисловості. Місце знаходження стародавніх цілющих гарячих джерел Акаю. Станом на 1 жовтня 2008 площа міста становила 160,70 км². Станом на 1 січня 2009 населення міста становило 34 365 осіб.